# Euproctoides acrisia
Euproctoides acrisia är en fjärilsart som beskrevs av Carl Plötz 1880. Euproctoides acrisia ingår i släktet Euproctoides och familjen tofsspinnare. Inga underarter finns listade i Catalogue of Life.